# Іносилікати
Іносилікати (від грец. ίνος — волокно) — підклас мінералів з класу силікатів ланцюжкової будови. 

## Загальний опис
Основним структурним мотивом іносилікатів є одиничні, або подвійні ланцюжки зі з'єднаних вершинами кремнекисневих тетраедрів. Загальна формула X, Y(Si2O6), для піроксенів, де X та Y є дво- та тривалентні катіони металів та AB2C5(T8O22)W2 для амфіболів, де A = *, Na, K, Ca, Pb, Li (* означає вакансію); B = Na, Ca, Mn2+, Fe2+, Mg, Li; C = Mg, Fe2+, Mn2+, Al, Fe3+, Mn3+, Ti4+, Li; T = Si, Al, Ti4+, Be; W = (OH), F, Cl, O2–. До цього підкласу належать такі відомі й поширені мінерали, як енстатит, сподумен, авгіт, діопсид, родоніт, воластоніт, тремоліт, рибекіт та ін.

## Структура

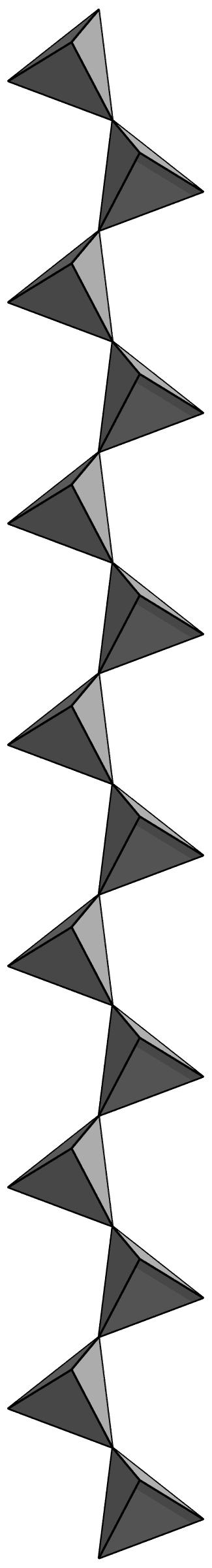
Структурний мотив родини піроксенів. 2-періодичний одинарний ланцюжок (Si2O6). Діопсид
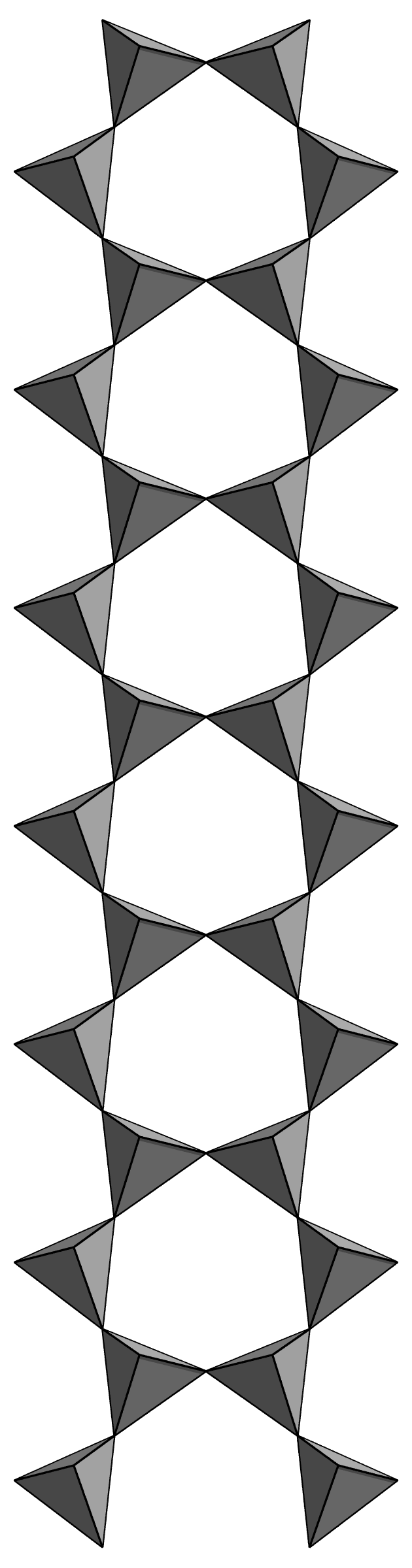
Структурний мотив родини амфіболів. 2-періодичні подвійні ланцюжки (Si8O22). Тремоліт
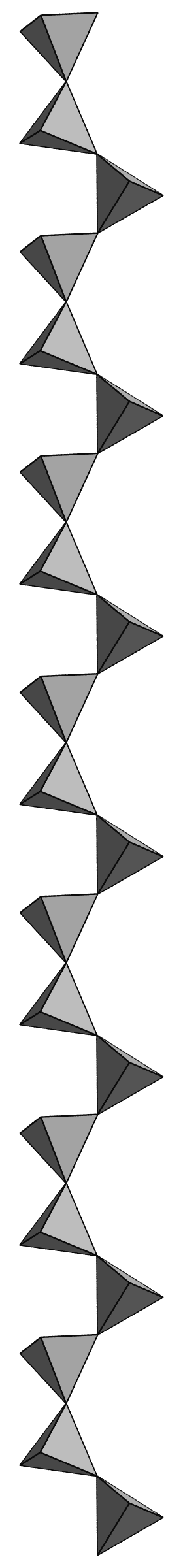
Іносилікати, нерозгалужений 3-періодичний одинарний ланцюжок Воластоніту
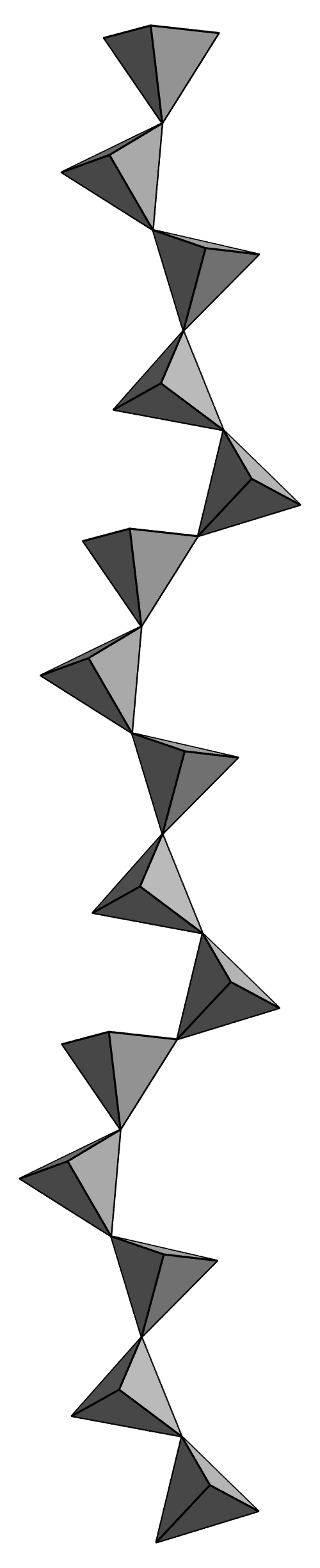
Іносилікати з 5-періодичним одинарним ланцюжком. Родоніт
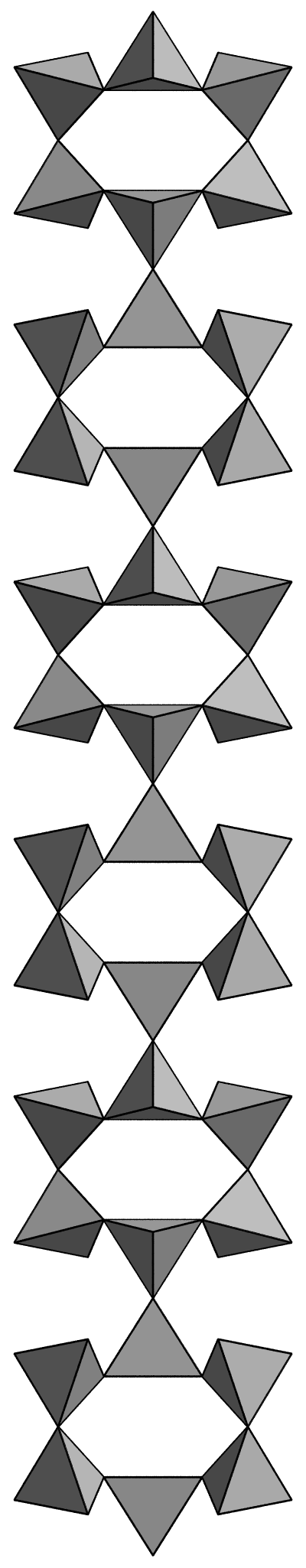
Іносилікати з циклічно розгалуженим 8-періодичним ланцюжком. Пелліїт